# Luna caliente
Luna caliente es una película argentina dramática de 1985 dirigida por Roberto Denis sobre el guion de Denis junto a José Pablo Feinmann, basado en la novela homónima de Mempo Giardinelli. Es protagonizada por Federico Luppi, Humberto Zurita, Olga Zubarry, Noelle Balfour, Cristina Banegas y Héctor Bidonde. Fue realizada parcialmente en la Provincia de Misiones. Fue filmada en Eastmancolor y se estrenó el 2 de mayo de 1985.

## Sinopsis
El regreso de un joven a la Provincia de Misiones en Argentina, durante el cual se despierta la obsesión por una adolescente, hija de un antiguo amigo.

## Reparto
| Actor                | Personaje          | Notas |
| -------------------- | ------------------ | ----- |
| Federico Luppi       | Braulio Tennembaum |       |
| Humberto Zurita      | Ramiro Bernárdez   |       |
| Olga Zubarry         | Carmen Tennembaum  |       |
| Héctor Bidonde       |                    |       |
| Noelle Balfour       | Araceli Tennembaum |       |
| Manuel Ojeda         | Almirón            |       |
| Elsa Berenguer       | Madre de Ramiro    |       |
| Cristina Banegas     | Cristina Bernárdez |       |
| Enrique Kossi        | Oficial            |       |
| Marcos Woinski       | Camionero          |       |
| Carlos Romero Franco | Ramiro             | Voz   |
| Noemí Frenkel        | Araceli            | Voz   |
| Ricardo Lavié        | Almiron            | Voz   |

## Comentarios
Jorge Abel Martín en Tiempo Argentino escribió: 

«Una gigantesca equivocación…la anécdota queda ahora sólo en una historia de temperaturas pero con un sexo timorato y prejuiciado.»

D.L. en La Nación opinó: 

«Fallido intento de adaptar una novela…Roberto Denis de prestigio televisivo no ha hecho precisamente un debut feliz en el cine.»

Manrupe y Portela escriben en su libro Un diccionario de films argentinos: 

«Intrascendente film sobre un amor-pasión con algo de policial y un par de protagonistas mexicanos (Zurita y Ojeda).»